# John Edwards (Rockmusiker)

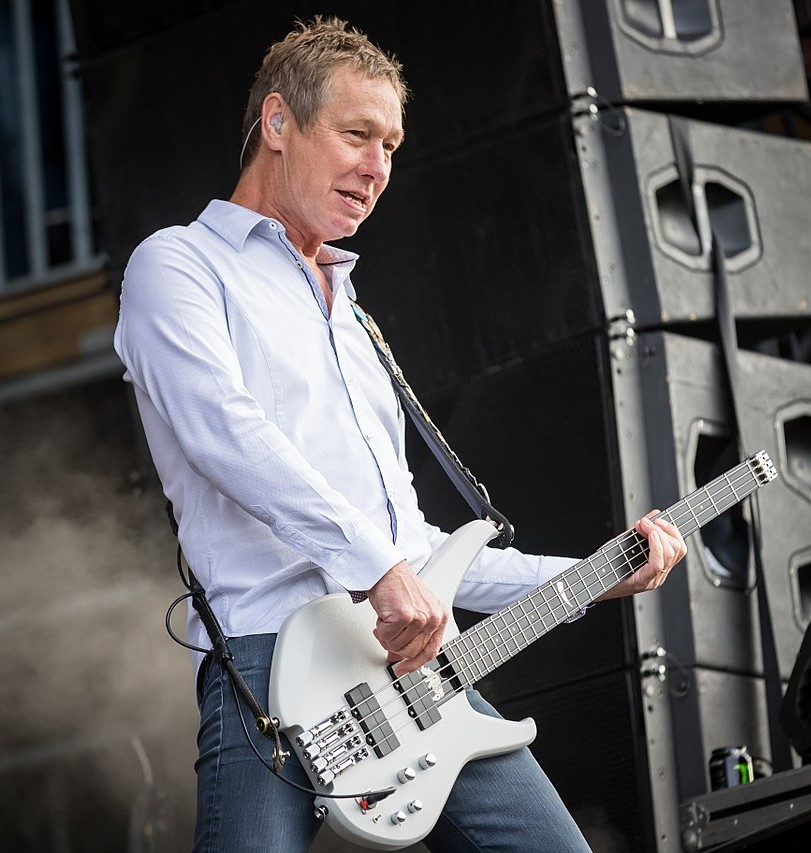
„Rhino“ Edwards bei einem Auftritt mit Status Quo (2017)

John Victor „Rhino“ Edwards (* 9. Mai 1953 in Chiswick, London Borough of Hounslow) ist ein britischer Musiker. Seit 1986 ist er Bassist der Rockband Status Quo.

## Musik
Schon während seiner Schulzeit spielte Edwards 1972/1973 Bass-Gitarre in der Gruppe The Sunday Band und wechselte 1975 zur Gruppe Rococo. 1976 trat er dann mit der The Spam Band auf und 1977 sowie 1978 mit der Gruppe Space. In den Folgejahren spielte er als Sessionmusiker mit diversen namhaften Künstlern, unter anderem Peter Green (Ex-Fleetwood Mac), der Climax Blues Band und Kevin Rowlands Dexys Midnight Runners.
In der Begleitband von Judie Tzuke, zu der zu dieser Zeit auch der spätere Status-Quo-Schlagzeuger Jeff Rich gehörte, war er Anfang der 1980er festes Mitglied.
1986 schloss er sich Status Quo an, für die er inzwischen seit über 35 Jahren den Bass spielt. Parallel tritt er auch mit anderen befreundeten Musikern auf, zunächst unter dem Namen „Four Bills and a Ben“, heute als Rhino’s Revenge. Ab etwa 2005 verlagerten sich seine Aktivitäten außerhalb von Status Quo zeitweilig auf die Gruppe Woodedz, in der er gemeinsam mit seinen beiden Söhnen spielt. In den Jahren 2000 und 2015 veröffentlichte Rhino's Revenge jeweils eine CD.
Während er bei Status Quo in den ersten Jahren eher den Charakter eines Gastmusikers hatte, prägt er seit einiger Zeit den musikalischen Stil der Band stärker mit und schrieb mehrere Stücke für die Band. Der Bass ist dabei sein Hauptinstrument, allerdings spielt er (solo und bei Status Quo) gelegentlich auch Gitarre. Ferner hat er in jungen Jahren Geige spielen gelernt. Bei Rhino's Revenge sowie gelegentlich bei Status Quo ist er auch der Sänger.

## Privatleben
The Bludgeon (Der Knüppel), wie er von seinen Freunden genannt wird, lebt mit seiner Frau Kathy und seinen drei Kindern Mae, Freddie und Max in London. Sein Spitzname „Rhino“ (Nashorn) bezieht sich gleichermaßen auf seine ausgeprägte Nase und seine Tollpatschigkeit. Wenn er mit Status Quo auf Tournee ist, sieht er sich am liebsten Sehenswürdigkeiten an. Auf der Homepage von Status Quo berichtet er regelmäßig von seinen Erlebnissen auf Tour.
Edwards Sohn Freddie ist ebenfalls Gitarrist und vertrat 2016 den erkrankten Rick Parfitt bei einigen Liveauftritten im Sommer und Herbst.